# トゥルー・クライム (1999年の映画)
『トゥルー・クライム』（True Crime）は、1999年のアメリカ合衆国のサスペンス映画。監督および主演はクリント・イーストウッド。アンドリュー・クラヴァンのサスペンス小説『真夜中の死線』（True Crime、1995年）の映画化。

## ストーリー
スティーブ・エベレットはかつてはニューヨークで敏腕新聞記者として鳴らしていたが、現在はカリフォルニアのオークランド・トリビューン紙に勤め、飲酒と女性問題で今ではすっかり閑職に追いやられている。
ある夜、若い同僚のミシェルが交通事故で急死したため、翌日、エベレットはミシェルの仕事を引き継ぐことになった。それはその日死刑が執行されることになっている殺人犯フランク・ビーチャムの最後のインタビュー取材をすることだった。ビーチャムはコンビニの女性アルバイト店員を射殺した罪で死刑判決を受けていた。殺された女性は妊娠していた。ビーチャムは彼女に金を貸しており、その返済を巡ってトラブルになり、犯行に及んだものと見られていた。
エベレットは事件現場を訪れ、目撃者のポーターハウスとも会うが、銃を見たという証言は嘘だと気づいた。エベレットは刑務所へ赴き、インタビューの名目でビーチャムから話を聞いた。それによると、あの日彼はステーキソースを買いに店に行き、被害者の女性と会った。彼女は借金の返済を延ばしてくれと頼み、彼は快く応じた。彼がトイレを借りている間に賊と彼女の言い争う声と銃声を聞いた。トイレから出ると、誰かが裏口から出て行き、彼女が倒れていた。彼は必死に彼女の蘇生を試みるが、そこへポーターハウスが入ってきた。彼は思わず裏口から逃げてしまい、それを主婦に目撃されてしまう。彼は銃など持っていないし、被害者と口論などしていないと言った。
ビーチャムの無罪を確信したエベレットは事件の洗い直しに取りかかる。残り時間はわずか十二時間。担当検事に話を聞きに行くが、まったく相手にされない。が、現場にはもう一人目撃者がいたことが判明。販売機でコーラを買っていた少年がビーチャムを見たと言う。エベレットはその少年が鍵だと悟る。しかし警察に問い合わせても、誰も少年の目撃者のことは知らなかった。
事故死したミシェルの家を訪ね、取材資料を調べると、少年の名前と住所が判明。エベレットはそのウォレンという少年の家を訪ねたが、ウォレンの祖母が出てきて、ウォレンは三年前に刺し殺されたと言った。エベレットは自分の敗北を悟り、落胆する。
エベレットが酒場でやけ酒をあおっていると、テレビで事件に関する番組をやっていた。被害者の写真が映し出されると、彼女の胸にはロケットがかかっていた。ウォレンの祖母が持っていたロケットと同じものだった。その瞬間、エベレットには事件の真相が分かった。死刑執行まであとわずか三十分。エベレットは車を飛ばしてウォレンの家に向かう。刑務所ではビーチャムの死刑執行の準備が粛々と進んでいた。
ウォレンの祖母は孫からロケットをもらった日のことを告白した。顔を見ただけで大変な犯罪を犯したに違いないと思ったと告げた。エベレットはウォレンの祖母を車に乗せ、州知事の家へ急行する。
刑務所ではビーチャムの死刑執行が始まった。腕からチオペンタールナトリウムが注入され、ビーチャムは昏睡に陥る。続いてパンクロニウムの注入が始まったところで、知事から電話がかかる。所長らは緊急停止スイッチを押し、執行室に飛び込んだ。
クリスマスの夜、エベレットは街で家族連れのビーチャムの姿を見かける。離れたところからお互いに目礼を送り合い、二人は別れた。

## 登場人物
スティーブ・エベレット
演 - クリント・イーストウッド
新聞記者。昔は一流の記者だったが現在は身を崩している。事故で死亡したミシェルの仕事を引き継ぐ。浮気癖があり度重なる不倫をしており、上司の妻にも手を出そうとし、ミシェルのことも口説いていた。
フランク・ルイス・ビーチャム
演 - イザイア・ワシントン
死刑囚。キリスト教徒。元々は荒れていたがボニーに出会ったことで信仰に目覚めた。その後、車の整備工として働いていたが6年前に強盗殺人を犯した罪で収監。ただし、フランクは犯行を否認している。
アラン・マン
演 - ジェームズ・ウッズ
編集長。エベレットをミシェルの後任にしようと考えた人物。
ボニー・ビーチャム
演 - リサ・ゲイ・ハミルトン
フランクの妻。
ボブ・フィンドレイ
演 - デニス・リアリー
デスク。妻がいる。
ルーサー・プランキット
演 - バーナード・ヒル
刑務所長。
セシリア・ナスバウム
演 - フランシス・フィッシャー
地区検事。
バーバラ・エベレット
演 - ダイアン・ヴェノーラ
スティーブの妻。
デイル・ポーターハウス
演 - マイケル・ジェッター
事件目撃者。会計士。エベレットに当時のことを質問されるが矛盾を指摘される。
ラッセル夫人
演 - ハティー・ウィンストン
ウォーレンの祖母。
ミシェル
演 - メアリー・マコーマック
記者。大学を出たばかりの23歳。しかし不運にも交通事故を起こしてしまい不慮の死を遂げる。エベレットからは将来有望と認められ、同僚としても死を惜しまれた。
シラーマン
演 - マイケル・マッキーン
牧師。
ゲイル・ビーチャム
演 - ペニー・ビー・ブリッジス
フランクの娘。
ケイト・エベレット
演 - フランセスカ・フィッシャー＝イーストウッド
スティーブの娘。
リーディ
演 - ジョン・フィン
看守。
パトリシア・フィンドレイ
演 - ライラ・ロビンス
ボブの妻。
ジェーン・マーチ
演 - シドニー・ターミア・ポワチエ
ボブの助手。
プッシー・マン
演 - エリック・キング
浮浪者。
アーノルド・マッカードル
演 - グレアム・ベッケル
看守。
エイミー・ウィルソン
演 - マリッサ・リビシ
被害者。コンビニの店員。妊娠していた。
ブリジット・ロシター
演 - クリスティーン・エバーソール
記者。
ヘンリー・ローウェンスタイン
演 - アンソニー・ザーブ
州知事
おもちゃ屋の店員
演 - ルーシー・リュー
店員。
ニール
演 - ウィリアム・ウィンダム
バーテンダー。
ウォーレン・ラッセル
演 - ケイシー・リー
真犯人。3年間に何者かに刺殺された。
フレデリック・ロバートソン
演 - ジョージ・マグワイア
エイミーの父親。

## キャスト
| 役名                         | 俳優                                       | 日本語吹替   | 日本語吹替               |
| 役名                         | 俳優                                       | ソフト版     | 日本テレビ版             |
| ---------------------------- | ------------------------------------------ | ------------ | ------------------------ |
| スティーブ・エベレット       | クリント・イーストウッド                   | 小林清志     | 野沢那智                 |
| フランク・ルイス・ビーチャム | イザイア・ワシントン                       | 入江崇史     | 江原正士                 |
| アラン・マン                 | ジェームズ・ウッズ                         | 小島敏彦     | 池田勝                   |
| ボニー・ビーチャム           | リサ・ゲイ・ハミルトン                     | 高山佳音里   | 目黒未奈                 |
| ボブ・フィンドレイ           | デニス・リアリー                           | 小杉十郎太   | 内田直哉                 |
| ルーサー・プランキット       | バーナード・ヒル                           | 小山武宏     | 塚田正昭                 |
| セシリア・ナスバウム         | フランシス・フィッシャー                   | 沢海陽子     | 唐沢潤                   |
| バーバラ・エベレット         | ダイアン・ヴェノーラ                       | 野沢由香里   | 相沢恵子                 |
| デイル・ポーターハウス       | マイケル・ジェッター                       | 水野龍司     | 納谷六朗                 |
| ラッセル夫人                 | ハティー・ウィンストン                     | 定岡小百合   | 真山亜子                 |
| ミシェル                     | メアリー・マコーマック                     | 沢海陽子     | 斎藤恵理                 |
| シラーマン                   | マイケル・マッキーン                       | 石波義人     | 福田信昭                 |
| ゲイル・ビーチャム           | ペニー・ビー・ブリッジス                   | 永迫舞       | 増田ゆき                 |
| ケイト・エベレット           | フランセスカ・フィッシャー＝イーストウッド | 小暮英麻     | 川田妙子                 |
| リーディ                     | ジョン・フィン                             | 廣田行生     | 諸角憲一                 |
| パトリシア・フィンドレイ     | ライラ・ロビンス                           | 堀越真己     | 唐沢潤                   |
| ジェーン・マーチ             | シドニー・ターミア・ポワチエ               | 岡村明美     | 阿部桐子                 |
| プッシー・マン               | エリック・キング                           | 清水敏孝     | 岩崎ひろし               |
| アーノルド・マッカードル     | グレアム・ベッケル                         | 楠見尚己     | 島香裕                   |
| エイミー・ウィルソン         | マリッサ・リビシ                           | 柴田繭       | 田村茉紗子               |
| ブリジット・ロシター         | クリスティーン・エバーソール               | 竹村叔子     |                          |
| ヘンリー・ローウェンスタイン | アンソニー・ザーブ                         | 藤本譲       | 中庸助                   |
| おもちゃ屋の店員             | ルーシー・リュー （カメオ出演）            | 岡村明美     | 阿部桐子                 |
| ニール                       | ウィリアム・ウィンダム                     | 藤本譲       | 島香裕                   |
| ウォーレン・ラッセル         | ケイシー・リー                             | くわはら利晃 | 咲野俊介                 |
| フレデリック・ロバートソン   | ジョージ・マグワイア                       | 辻親八       | 中庸助                   |
| その他                       | N/A                                        | N/A          | 玉井碧 田中一永 田村聖子 |

- ソフト版：初回放送2012年11月21日『午後のロードショー』

演出：佐藤敏夫、翻訳：岸田恵子、調整：高久孝雄、制作：東北新社
- 日本テレビ版：初回放送2003年5月30日『金曜ロードショー』

演出：清水洋史、翻訳：平田勝茂、調整：高橋昭雄、効果：サウンドボックス、録音：オムニバス・ジャパン、担当：稲毛弘之/松本良子（東北新社）、制作：東北新社
- イーストウッドの娘を演じているのはフランシス・フィッシャーとの間に生まれた実の娘フランセスカである。

## 公開
日本での劇場公開時、メイン上映館だった銀座シネパトスは、この作品上映時に限り“銀座シネマグナム”と館名を変えて興行を行った。

## 評価
レビュー・アグリゲーターのRotten Tomatoesでは41件のレビューで支持率は56%、平均点は6.00/10となった。Metacriticでは26件のレビューを基に加重平均値が65/100となった。